# Scanclimber
SCANCLIMBER Sp z o.o. – przedsiębiorstwo przemysłu maszynowego powstałe w wyniku restrukturyzacji przedsiębiorstwa państwowego WZMB Zremb i późniejszej spółki FADA Gniezno, w wyniku której rozwinięto technologie produkcji, zmodernizowano park maszynowy i zredukowano zatrudnienie.
Zakład produkcyjny zlokalizowany w Gnieźnie, w dzielnicy Kawiary, jest producentem budowlanych dźwigów osobowych i towarowych oraz podestów ruchomych masztowych i podnośników towarowych.

## Historia firmy
1 kwietnia 1964 roku powstało przedsiębiorstwo państwowe Wielkopolskie Zakłady Mechanizacji Budownictwa ZREMB. W początkowym okresie zakład produkował agregaty tynkarskie i urządzenia do transportu pionowego. W 1968 roku rozpoczęto produkcję zaawansowanych technologicznie towarowo-osobowych dźwigów budowlanych, a w 1971 roku żurawi i podestów ruchomych masztowych.
Przedsiębiorstwo zatrudniało maksymalnie blisko 800 pracowników.
W 1991 roku państwowe przedsiębiorstwo zostało sprywatyzowane i otrzymało nazwę FADA Gniezno, która funkcjonowała do 1998 roku, kiedy zmieniono nazwę spółki na obecną - Scanclimber Sp. z o.o.
Obecnym właścicielem i inwestorem gnieźnieńskiego przedsiębiorstwa jest firma OY SCANINTER NOKIA LTD z siedzibą w Pirkkala w Finlandii, która posiada 95% udziałów w spółce.

## Produkty
- Podesty ruchome masztowe
- Dźwigi towarowe i osobowe
- Podnośniki towarowe

## Obszar sprzedaży
- Europa - 65% produkcji
- USA - 25% produkcji
- Pozostałe rynki - 10% produkcji